# Burlington (Canada)
Burlington è una città del Canada, nella provincia dell'Ontario. La città si trova nell'area metropolitana Greater Toronto Area nella parte ovest del Lago Ontario.